# 每分钟计数
每分钟计数（英語：Counts per minute，縮寫：CPM），表示单位时间1分钟内放射性检测仪器（如盖革计数器）测到的电离事件的计数。CPM不属于国际单位制。而CPS表示1秒钟内的电离事件的计数。
CPM一般用于表示某种粒子的度量单位，如阿尔法粒子、贝塔粒子。而伽玛射线或X射线的计量单位一般用希沃特。

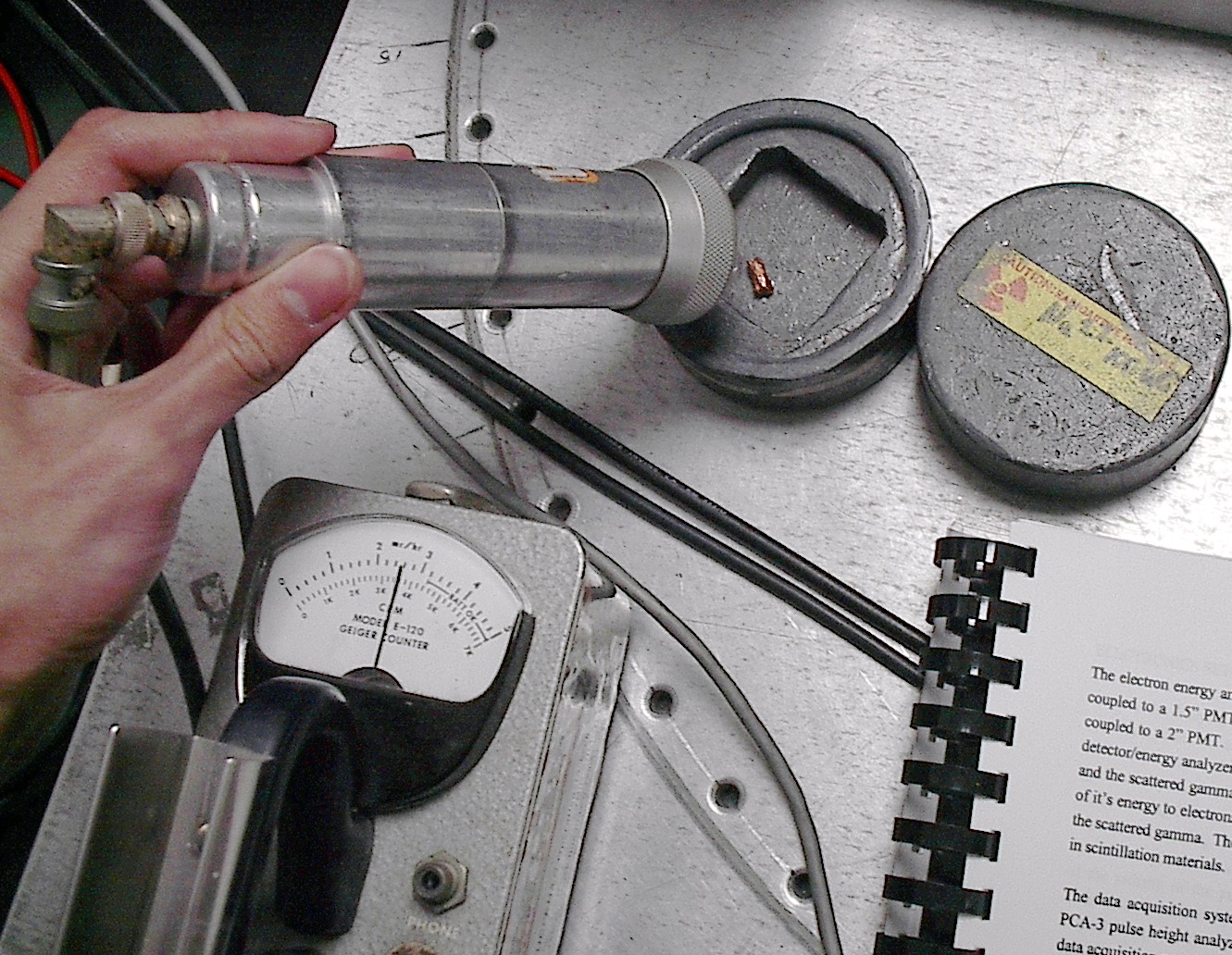
这个盖革计数器具有计数单位与剂量单位两种量程。正在测量的一个钠-22放射源的CPM约为3500.

放射性计数率（count rate）不同于放射性剂量率（dose rate），二者需要换算。转换计算依赖于放射性能量级别、被检测的放射性类别、以及探测器的放射性特征。电离室可以测量放射性剂量，而盖革计数器可以测量放射性计数。这需要到计量院用已知放射性强度的辐射源标定盖革计数器。标定后会给出某一特定能量伽马射线（如钴60）的探测效率K。计算时用计数器读数M除以探测效率K即为微希沃特每小时。需注意探测效率的单位。